# Телугу (народ)
Те́лугу (телугу తెలుగువారు, Teluguvāru)) — дравидийский народ в Индии и основное население штатов Андхра-Прадеш и Телингана. Живут также в округе Янам союзной территории Пондичерри и в прилегающих районах штатов Тамилнад, Карнатака, Махараштра и Одиша. 
Разговаривают на языке телугу (дравидийская языковая семья), который является одним из самых распространённых языков в Индии после языков хинди и бенгальского.

## Название
Название народа телугу происходит от прадравидийского корня *ten, который означает «юг». Его можно таким образом истолковать как «живущие к югу» (от людей, говорящих на санскрите).

## История
Телугу относятся к древнему населению Южной Азии. Телугское королевство Андхра (телугу ఆంధ్ర) упоминается в Махабхарате.
Культура телугу успешно развивалась в составе Виджаянагарской империи (1336—1646).
В колониальный период многие телугу участвовали в борьбе против британского господства.
В 1953 г. из Мадрасского президентства был выделен штат Андхра. В 1956 г. штат Андхра был объединён с телугуязычными районами бывшего княжества Хайдарабад в новый штат Андхра-Прадеш.
В 1980-е годы появился такой феномен, как Телугу-бум (The Telugu Boom) — массовая эмиграция телугу из Индии в страны, где распространён английский язык. Телугу-бум продолжается до сих пор. По данным Кэтрин Хадда (Katherine Hadda), генерального консула США в Хайдерабаде, каждый четвёртый из прибывающих в Штаты индийцев принадлежит к нации телугу.